# Mwatenga
Mwatenga ist ein Bezirk (Ward) des Distriktes Mbarali in der tansanischen Region Mbeya.

## Geografie
Mwatenga liegt im Südwesten von Tansania etwa 40 Kilometer nordöstlich der Stadt Mbeya. Die wichtigsten Ethnien, die hier leben, sind Wasangu, Wabena, Wasafa, Wawanji, Nyakyusa, Wakinga, Sukuma, Mamalila, Yanyiha, Wataturu und Wandali. Die Fläche des Bezirks beträgt 167,3 Quadratkilometer, bei der Volkszählung 2022 wohnten 12.557 Menschen in 2954 Haushalten.

## Gliederung
Der Bezirk besteht aus vier Gemeinden (Mtaa) mit 26 Orten (Kitongoji):
| Kilambo - Matamba - Ilaji - Mkoji - Dar es Salaam - Dodoma A - Dodoma B - Mansega - Mapala - Matemela - Malama | Mwatenga - Mjelele - Mkwajuni - Mlembeni - Mdundu - Mbuyuni - Mayota | Mhwela - Mtakuja A - Mtakuja B - Mashamba - Majengo - Magereza | Mapogoro - Mapogoro A - Mapogoro B - Ilindi - Mahelela - Mashala |

## Wirtschaft und Infrastruktur
- Wirtschaft: Von den rund 6500 Landwirten sind 3000 Frauen. Sie bauen überwiegend Reis, Mais, Erdnüsse, Sonnenblumen, Maniok, Bohnen, Tomaten. Wassermelonen und Pfeffer an.[3]
- Bildung: In Mwatenga liegen drei Grundschulen. Für weitere Ausbildung müssen die Jugendlichen den Bezirk verlassen.[3]
- Gesundheit: In Kilambo gibt es eine Apotheke. Die häufigsten Krankheiten sind Malaria, Typhus, Harnwegsinfektionen und HIV.[3][7]